# Condesito
Condesito fue un buque de carga que se hundió el 27 de septiembre de 1973 cerca de Las Galletas en la costa sur de Tenerife en las Islas Canarias (España) y ahora es un conocido lugar de buceo recreativo. El barco transportaba cemento para la construcción de Los Cristianos.

## Hundimiento
El barco encalló a unos 50 metros (55 yardas; 165 pies) de donde posteriormente se construyó el Faro Punta de Rasca. No hubo muertes.

## Sitio de buceo recreativo
El barco ahora se encuentra a unos 18 m (59 pies) de agua, con el punto más profundo a 21 m (69 pies) y su punto más alto a 6 m (20 pies). La visibilidad puede superar los 35 m (115 pies).

## Galería

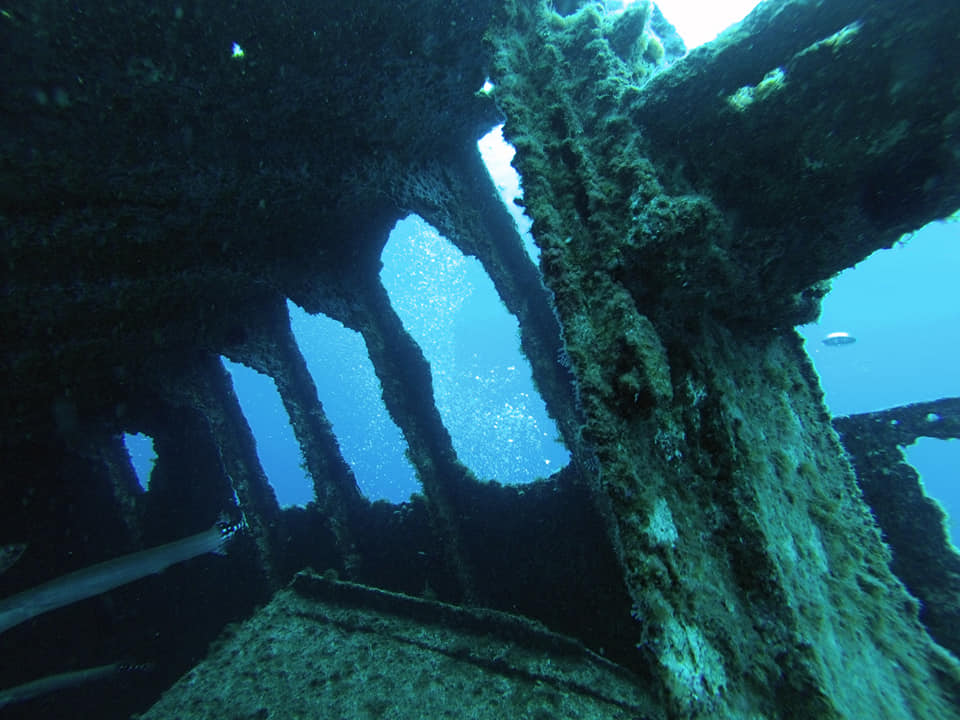
Vista del interior del pecio
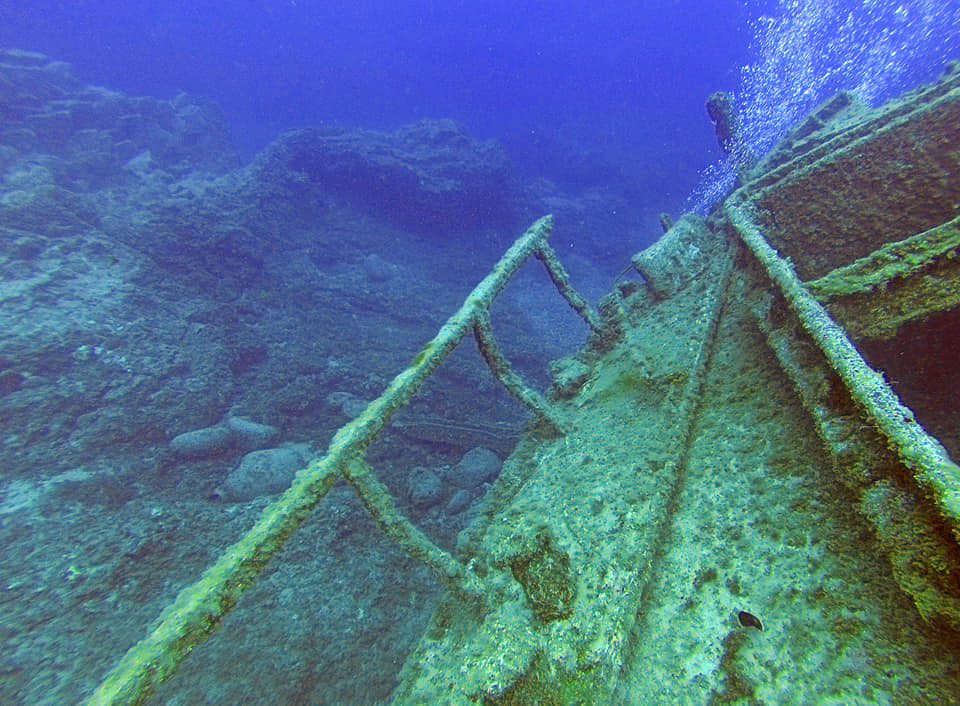
Vista del naufragio mirando hacia el este